# Pierre Robin
Pierre Alexandre Robin (ur. 1 listopada 1982) – francuski judoka.
Brązowy medalista mistrzostw świata w 2005, piąty w 2008. Startował w Pucharze Świata w latach 2002–2008, 2010, 2011 i 2013. Trzeci na mistrzostwach Europy w 2008, piąty w 2005, a także zdobył dwa medale w drużynie. Triumfator igrzysk wojskowych w 2011. Mistrz Francji w 2006 i 2012 roku.